# Estación de Llamaquique
Llamaquique es un apeadero ferroviario situado en el subsuelo del barrio de Llamaquique de la ciudad española de Oviedo en el Principado de Asturias. Fue inaugurada el 20 de marzo de 2007.
La estación dispone de servicios de Media Distancia. Forma parte también de las líneas C-1 (Gijón-Pola de Lena-Puente de los Fierros), C-2 (Llamaquique-El Entrego) y C-3 (Llamaquique-Avilés-San Juan de Nieva) de Cercanías Asturias.

## Situación ferroviaria
Se encuentra en el punto kilométrico 138,172 de la línea férrea de ancho ibérico que une Venta de Baños con Gijón. El tramo es de vía doble y está electrificado.

## La estación
Esta céntrica estación se encuentra bajo la calle de las Trece Rosas, en la que se ubica una estructura acristalada que sirve de acceso al recinto ferroviario.
La estación fue presentada en 2000 en el Plan de Cercanías impulsado por Francisco Álvarez-Cascos. Dicho plan, apodado desde un inicio Metrotrén, planeaba profundas mejoras en la red de cercanías de Asturias. Aunque el proyecto principal estaba en Gijón (el túnel del Metrotrén), Oviedo tendría dos proyectos significativos, la construcción de la estación de La Corredoria y la estación de Llamaquique, destinadas a complementar a la estación de Oviedo. Ambas aprovechaban el trazado ferroviario ya existente a través de la ciudad, aunque en el caso de Llamaquique este se hallaba subterráneo.
Posteriormente, en 2002 la entonces RENFE licita el proyecto de construcción de la estación en 18.500.000 de euros.
Antes de su inauguración estuvo envuelta en una polémica que tuvo origen en la denominación de la misma. Así el  12 de febrero de 2007 la ministra de Fomento Magdalena Álvarez anunció que la estación se abriría un mes después con el nombre de Clara Campoamor. Los vecinos se opusieron a esta denominación y, apoyados por los grupos políticos municipales, exigieron que se mantuviese el topónimo tradicional; tras estas peticiones el Gobierno central accedió al cambio.
El 20 de marzo de 2007, y con la denominación de Llamaquique, la estación fue abierta al público tras tres años de trabajo, seis meses de retraso y una inversión de unos 18 millones de euros. Tiene una superficie de 2.120 m² y los dos andenes, de 85 metros de longitud y 4,5 de ancho cada uno, se encuentran a diecisiete metros bajo el nivel de la calle. Unas 40.000 personas se benefician de la estación, que dispone de ascensores y escaleras mecánicas para salvar los tres niveles que separan la superficie de la zona de andenes.

## Servicios ferroviarios

### Media Distancia
Los servicios de Media Distancia de Renfe que tienen parada en la estación enlazan las ciudades de León, Oviedo y Gijón. La frecuencia es de 2 trenes diarios por sentido de lunes a viernes, mientras que los fines de semana solo circula un tren por sentido.
| Línea MD | Servicio | Origen/Destino          | Paradas intermedias | Destino/Origen |
| -------- | -------- | ----------------------- | --- | -------------- |
| 24       | Regional | León                    | La Robla · La Pola de Gordón · Santa Lucía · Villamanín · Busdongo · Linares-Congostinas · Puente de los Fierros · Campomanes · Pola de Lena · Ujo · Mieres-Puente · Llamaquique · Oviedo · Calzada de Asturias | Gijón          |
| 24       | Regional | Valladolid-Campo Grande | Valladolid-Universidad · Cabezón de Pisuerga · Corcos-Aguilarejo · Cubillas de Santa Marta · Dueñas · Venta de Baños · Palencia · Grijota · Becerril · Paredes de Nava · Villada · Grajal · Sahagún · El Burgo Ranero · Palanquinos · León · La Robla · La Pola de Gordón · Santa Lucía · Villamanín · Busdongo · Linares-Congostinas · Puente de los Fierros · Campomanes · Pola de Lena · Ujo · Mieres-Puente · Llamaquique · Oviedo · Calzada de Asturias | Gijón          |

### Cercanías
Forma parte de las líneas C-1, C-2 y C-3 de Cercanías Asturias, y es, junto a la de Oviedo la única del núcleo de cercanías donde confluyen todas las líneas de la red de ancho ibérico. Debido a esto, la estación de Llamaquique cuenta con una alta frecuencia de trenes. En el mejor de los casos, El Entrego queda a 34 minutos de Llamaquique, Gijón a 38 minutos, Avilés a 40 minutos y Puente de los Fierros a 43 minutos. Por su parte llegar a la estación de Oviedo apenas requiere un par de minutos.
| procedencia/destino | < estación | Línea | estación > | destino/procedencia               |
| ------------------- | ---------- | ----- | ---------- | --------------------------------- |
| Gijón               | Oviedo     |       | El Caleyo  | Pola de LenaPuente de los Fierros |
| Terminal            | Oviedo     |       | El Caleyo  | El Entrego                        |
| San Juan de Nieva   | Oviedo     |       | Terminal   | Terminal                          |